# Militics
Militics (szerbül: Српски Милетић / Srpski Miletić, németül: Berauersheim) település Szerbiában, a Vajdaságban, a Nyugat-bácskai körzetben, Hódság községben.
1945-ig 80%-ban németek és 15%-ban szerbek lakta település volt. A németeket a második világháború után deportálták és szerbeket telepítettek helyükbe.
Egykor vasútállomással rendelkezett a Baja–Bezdán–Apatin–Szond-vasútvonalon.

## Jegyzetek

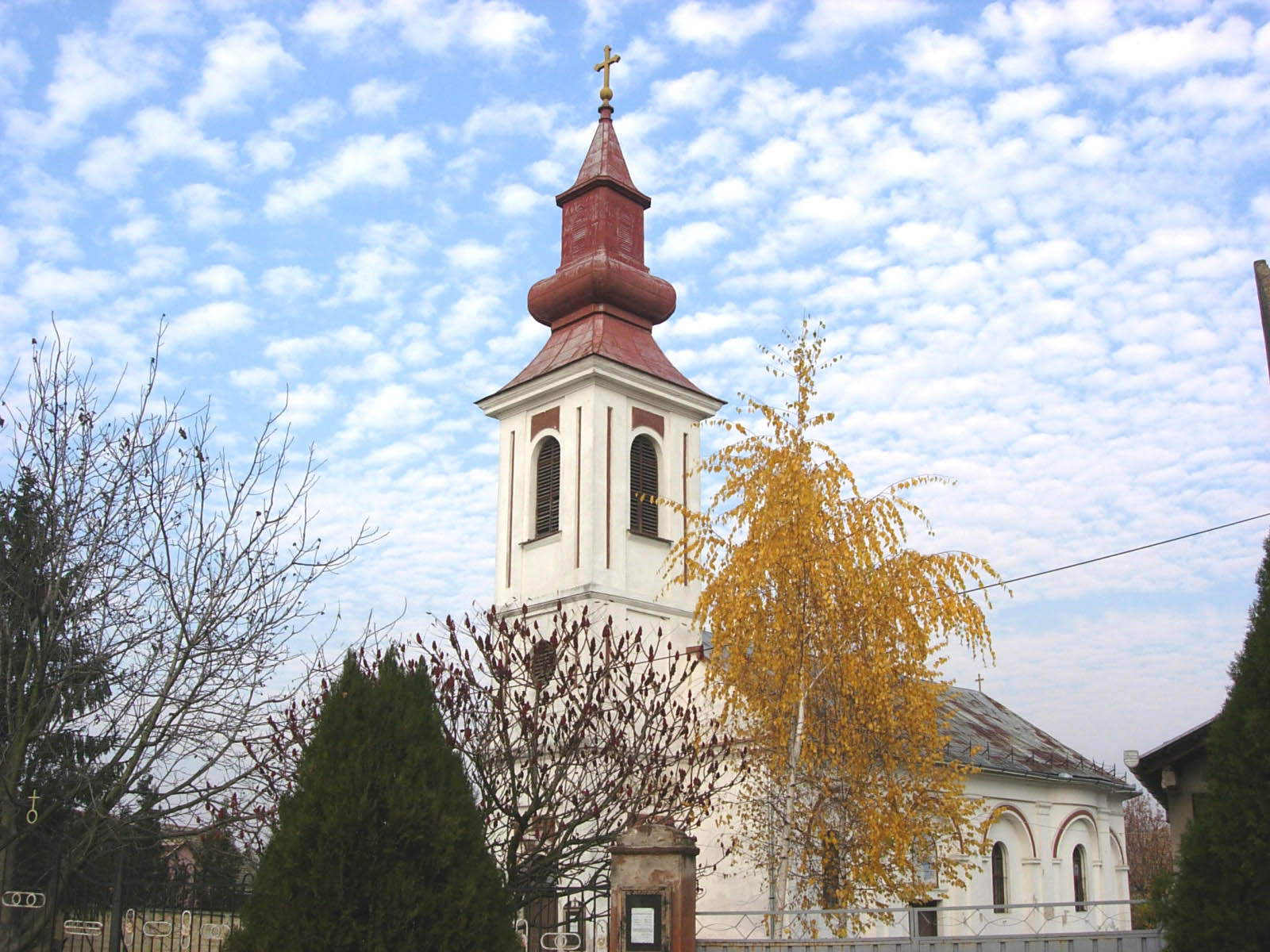
Az ortodox templom

## Népesség

### Demográfiai változások
| 1948 | 1953 | 1961 | 1971 | 1981 | 1991 | 2002 | 2011 |
| ---- | ---- | ---- | ---- | ---- | ---- | ---- | ---- |
| 4089 | 4000 | 4453 | 3839 | 3764 | 3663 | 3538 | 3038 |